# 포터군 (텍사스주)

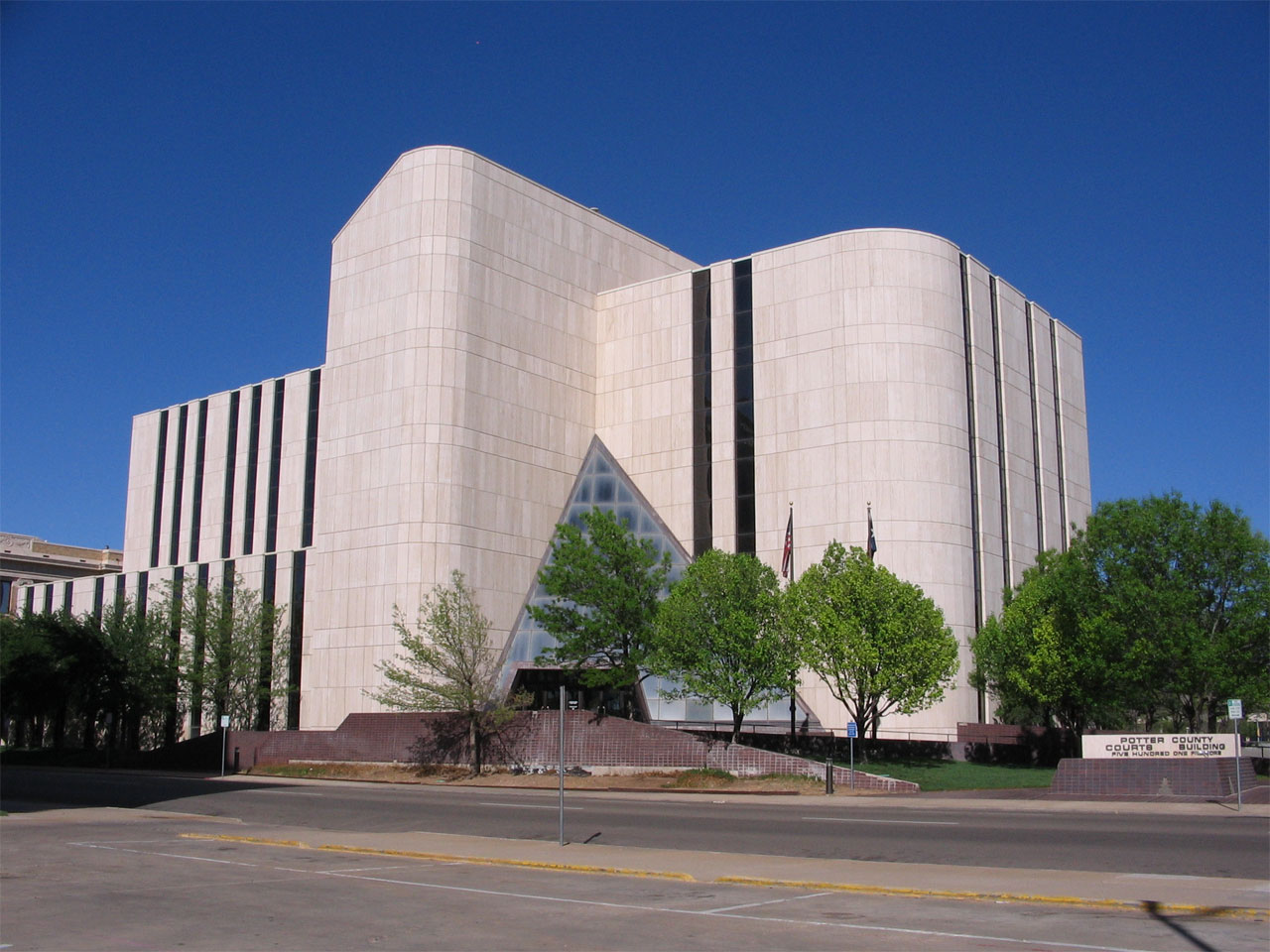

포터군 또는 포터 카운티(Potter County)는 미국 텍사스주에 위치한 군이다. 2010년 기준으로 이 지역의 인구 수는 총 121,073명이다. 2019년 추산으로 이 지역의 총 인구 수는 117,415명이다. 카운티청 소재지이자 최대 도시는 랜들군에도 걸쳐 있는 애머릴로다.

## 인구
| 인구조사                                  | 인구    | Note  | %±       |
| ----------------------------------------- | ------- | ----- | -------- |
| 1880년                                    | 28      |       | —        |
| 1890년                                    | 849     |       | 2,932.1% |
| 1900년                                    | 1,820   |       | 114.4%   |
| 1910년                                    | 12,424  |       | 582.6%   |
| 1920년                                    | 16,710  |       | 34.5%    |
| 1930년                                    | 46,080  |       | 175.8%   |
| 1940년                                    | 54,265  |       | 17.8%    |
| 1950년                                    | 73,366  |       | 35.2%    |
| 1960년                                    | 115,580 |       | 57.5%    |
| 1970년                                    | 90,511  |       | −21.7%   |
| 1980년                                    | 98,637  |       | 9.0%     |
| 1990년                                    | 97,874  |       | −0.8%    |
| 2000년                                    | 113,546 |       | 16.0%    |
| 2010년                                    | 121,073 |       | 6.6%     |
| 2019 (추산)                               | 117,415 | [ 1 ] | −3.0%    |
| U.S. Decennial Census 1850–2010 2010–2019 |         |       |          |